# مقاطعة برايري (أركنساس)
مقاطعة برايري (بالإنجليزية: Prairie County)‏ هي إحدى مقاطعات ولاية أركنساس في الولايات المتحدة الأمريكية.

## المناخ
يظهر الجدول التالي التغييرات المناخية على مدار السنة لمقاطعة برايري:
| البيانات المناخية لـمقاطعة برايري | البيانات المناخية لـمقاطعة برايري | البيانات المناخية لـمقاطعة برايري | البيانات المناخية لـمقاطعة برايري | البيانات المناخية لـمقاطعة برايري | البيانات المناخية لـمقاطعة برايري | البيانات المناخية لـمقاطعة برايري | البيانات المناخية لـمقاطعة برايري | البيانات المناخية لـمقاطعة برايري | البيانات المناخية لـمقاطعة برايري | البيانات المناخية لـمقاطعة برايري | البيانات المناخية لـمقاطعة برايري | البيانات المناخية لـمقاطعة برايري | البيانات المناخية لـمقاطعة برايري |
| الشهر                             | يناير                             | فبراير                            | مارس                              | أبريل                             | مايو                              | يونيو                             | يوليو                             | أغسطس                             | سبتمبر                            | أكتوبر                            | نوفمبر                            | ديسمبر                            | المعدل السنوي                     |
| --------------------------------- | --------------------------------- | --------------------------------- | --------------------------------- | --------------------------------- | --------------------------------- | --------------------------------- | --------------------------------- | --------------------------------- | --------------------------------- | --------------------------------- | --------------------------------- | --------------------------------- | --------------------------------- |
| الدرجة القصوى °ف (°م)             | 80 (27)                           | 82 (28)                           | 88 (31)                           | 93 (34)                           | 98 (37)                           | 105 (41)                          | 109 (43)                          | 109 (43)                          | 104 (40)                          | 98 (37)                           | 87 (31)                           | 79 (26)                           | 109 (43)                          |
| متوسط درجة الحرارة الكبرى °ف (°م) | 48 (9)                            | 53 (12)                           | 63 (17)                           | 72 (22)                           | 81 (27)                           | 88 (31)                           | 92 (33)                           | 91 (33)                           | 84 (29)                           | 74 (23)                           | 62 (17)                           | 51 (11)                           | 72 (22)                           |
| متوسط درجة الحرارة الصغرى °ف (°م) | 31 (−1)                           | 35 (2)                            | 43 (6)                            | 52 (11)                           | 61 (16)                           | 69 (21)                           | 73 (23)                           | 71 (22)                           | 63 (17)                           | 51 (11)                           | 43 (6)                            | 34 (1)                            | 52 (11)                           |
| أدنى درجة حرارة °ف (°م)           | −5 (−21)                          | −4 (−20)                          | 15 (−9)                           | 28 (−2)                           | 37 (3)                            | —                                 | 55 (13)                           | 48 (9)                            | 34 (1)                            | 23 (−5)                           | 13 (−11)                          | −2 (−19)                          | −5 (−21)                          |
| الهطول إنش (مم)                   | 3.5 (89)                          | 4.1 (100)                         | 4.8 (120)                         | 5.2 (130)                         | 5.1 (130)                         | 3.2 (81)                          | 3.1 (79)                          | 2.4 (61)                          | 3.9 (99)                          | 4.5 (110)                         | 5.0 (130)                         | 5.2 (130)                         | 50 (1٬259)                        |
| متوسط تساقط الثلوج إنش (سم)       | 1.0 (2.5)                         | 0 (0)                             | 0 (0)                             | 0 (0)                             | 0 (0)                             | 0 (0)                             | 0 (0)                             | 0 (0)                             | 0 (0)                             | 0 (0)                             | 0 (0)                             | 0 (0)                             | 1 (2.5)                           |
| المصدر #1: The Weather Channel    |                                   |                                   |                                   |                                   |                                   |                                   |                                   |                                   |                                   |                                   |                                   |                                   |                                   |
| المصدر #2: Weather Database       |                                   |                                   |                                   |                                   |                                   |                                   |                                   |                                   |                                   |                                   |                                   |                                   |                                   |